# Geminální
Jako geminální se označují chemické sloučeniny, které obsahují atomy nebo funkční skupiny navázané na stejný atom; například geminální dioly jsou dioly, které mají alkoholové skupiny navázané na stejný atom uhlíku, příkladem je methandiol. 
Tento pojem má využití v řadě oblastí, jako jsou chemická syntéza a spektroskopie, protože funkční skupiny napojené na stejný atom mají často jiné chemické vlastnosti než oddělené skupiny; například geminální dioly lze snadno za odštěpení vody přeměnit na ketony či aldehydy.
|        | Alkan | geminální | Vicinální | izolované |
| Methan |       |           | není      |           |
| Ethan  |       |           |           | není      |
| Propan |       |           |           |           |

Obdobně se jako vicinální označují sloučeniny, jež obsahují funkční skupiny navázané na sousední atomy. Vzájemnou polohu dvou funkčních skupin lze také popsat pomocí symbolů α a β.

## Příprava
Následující příklad je reakce cyklohexylmethylketonu s chloridem fosforečným vedoucí ke vzniku geminálního dichloridu. Ten poté může být přeměněn na alkyn.